# إدوارد رايدر
إدوارد رايدر هو سياسي أمريكي، ولد في عقد 1940. نشط حزبياً في الحزب الجمهوري. وقد انتخب عضو مجلس نواب أوهايو ‏.